# Cybianthus candamoensis
Cybianthus candamoensis är en viveväxtart som beskrevs av Pipoly och Ricketson. Cybianthus candamoensis ingår i släktet Cybianthus, och familjen viveväxter. Inga underarter finns listade i Catalogue of Life.